# Nyctemera sangira
Nyctemera sangira là một loài bướm đêm thuộc phân họ Arctiinae, họ Erebidae.